# Maria de Fátima Agra
Maria de Fátima Agra (sinh năm 1952)  là một nhà thực vật học và phó giáo sư người Brazil tại Đại học Liên bang da Paraíba (UFPB), ở João Pessoa, Paraíba, Brazil. Agra chuyên về ethnobotany, dược điển và hình thái thực vật, đặc biệt liên quan đến các loài thực vật thuộc họ Solanaceae ở đông bắc Brazil.

## Tiểu sử
Agra có bằng cử nhân Khoa học Dược phẩm của Đại học Liên bang Paraíba (1977), bằng thạc sĩ thực vật học tại Đại học Liên bang Pernambuco (1991) và bằng tiến sĩ Khoa học sinh học (chuyên ngành thực vật học) từ Đại học São Paulo (2001). Cô chủ trì Chương trình sau đại học về các sản phẩm tự nhiên và tổng hợp hoạt tính sinh học tại UFPB. Cô là biên tập viên sáng lập của Revista UNIPLAC và là thành viên của Hiệp hội thực vật Brazil (Sociedade Botânica do Brasil), trong đó cô làm phó chủ tịch vào năm 2001.
Agra đã xuất bản và phục vụ như một nhà phê bình ngang hàng bằng nhiều ngôn ngữ khác nhau, bao gồm các tạp chí học thuật Coleuésia, Novon, Tạp chí Dân tộc học, Biên niên sử Y học Nhiệt đới &amp; Ký sinh trùng, Sinh học Dược phẩm, và Tạp chí Dược học Châu Âu. Theo Google Scholar, chỉ số h của Agra là 32 và các nhà nghiên cứu đã trích dẫn công việc của cô hơn 5.100 lần.
Theo chữ tác giả viết tắt "Agra", cô đã mô tả khoa học mười sáu loài thực vật.
1. ↑  "Index of Botanists". Harvard University. Truy cập ngày 21 tháng 10 năm 2018.
2. 1 2  "Maria de Fátima Agra". Plataforma Lattes. National Council for Scientific and Technological Development (CNPq) of Brazil. Truy cập ngày 21 tháng 10 năm 2018.
3. ↑  "Comissões Organizadoras de Reuniões e Congressos Nacionais de Botânica". Sociedade Botânica do Brasil. Bản gốc lưu trữ ngày 2 tháng 4 năm 2015. Truy cập ngày 21 tháng 10 năm 2018.
4. ↑  "Maria de Fatima Agra". Google Scholar. Truy cập ngày 21 tháng 10 năm 2018.
5. ↑  "Agra". International Plant Names Index. Plant Names Project. Truy cập ngày 21 tháng 10 năm 2018.